# Irina Orendi
Irina Orendi – rumuńska lekkoatletka, skoczkini wzwyż.
Olimpijka z Amsterdamu (1928). Jako jedyna spośród 20 zawodniczek, które wzięły udział w eliminacjach skoku wzwyż nie pokonała wysokości kwalifikacyjnej – 1,40 m i z rezultatem 1,35 m zajęła 20. miejsce.
8 sierpnia 1931 w Braszowie ustanowiła, wynikiem 1,427 m rekord Rumunii, który przetrwał tylko 8 dni.